# Amádoco I
Amádoco I (em grego:  Ἀμάδοκος; ? — 390 a.C.) foi um rei trácio. Reinou do ano 410 a.C. até o começo do século IV a.C.. Durante o seu governo, ele sofreu fortes ataques dos tribálios e perdeu vastos territórios. No começo do seu reinado ele tornou Seutes II governador das terras ao longo da costa sul do mar Egeu. Amádoco I morreu provavelmente de causas naturais em torno de 390 a.C..